# Стабильные элементарные частицы
Стаби́льные элемента́рные части́цы — элементарные частицы, имеющие бесконечно большое время жизни в свободном состоянии.
Стабильными элементарными частицами являются частицы, имеющие минимальные массы при заданных значениях всех сохраняющихся зарядов (электрический, барионный, лептонный заряды) (протон, электрон, фотон, нейтрино, гравитон и их античастицы). Есть гипотеза о нестабильности протона и антипротона — распад протона.

## Нестабильные элементарные частицы
Все остальные элементарные частицы нестабильны, то есть самопроизвольно распадаются на другие частицы в свободном состоянии. Экспериментально установлено, что вероятность распада нестабильной элементарной частицы не зависит от продолжительности её существования и времени наблюдения за ней. Предсказать момент распада данной элементарной частицы невозможно. Можно предсказать лишь среднее время жизни большого числа частиц одного вида. Вероятность {\displaystyle P} того, что частица распадется в течение ближайшего короткого промежутка времени {\displaystyle \delta t} равна {\displaystyle {\frac {\delta t}{\tau }}} и зависит лишь от постоянной {\displaystyle \tau } и не зависит от предыстории. Этот факт является одним из подтверждений принципа тождественности элементарных частиц. Получаем уравнение для зависимости числа частиц от времени: {\displaystyle NP={\frac {N\delta t}{\tau }}=-\delta t{\frac {dN}{dt}}}, {\displaystyle {\frac {dN}{dt}}=-{\frac {N}{\tau }}}. Решение этого уравнения имеет вид: {\displaystyle N(t)=N_{0}\exp(-t/\tau )} , где {\displaystyle N_{0}} — число частиц в начальный момент. Таким образом, время жизни нестабильной элементарной частицы является случайной величиной с экспоненциальным законом распределения.
Например, нейтрон распадается по схеме: {\displaystyle n\rightarrow p+e^{-}+{\bar {\nu _{e}}}}, заряженный пи-мезон распадается на мюон и нейтрино: {\displaystyle \pi ^{+}\rightarrow \mu ^{+}+\nu _{\mu }}и т. д.
Многие элементарные частицы распадаются несколькими способами. Например, лямбда-гиперон c относительной вероятностью {\displaystyle 65\%} распадается на протон и отрицательный пи-мезон {\displaystyle \Lambda \rightarrow p+\pi ^{-}} и с вероятностью {\displaystyle 35\%} — на нейтрон и нейтральный пи-мезон {\displaystyle \Lambda \rightarrow n+\pi ^{0}}.
Все самопроизвольные распады типа {\displaystyle a\to c_{1}+...+c_{n}} являются экзотермическими процессами (часть начальной энергии покоя превращается в кинетическую энергию образовавшихся частиц) и могут протекать только при условии {\displaystyle m_{a}\geqslant \sum _{i}^{n}m_{c_{i}}}. Здесь {\displaystyle m_{a}} — масса исходной частицы, {\displaystyle m_{c_{i}}} — массы образовавшихся частиц. Например, при распаде нейтрона энерговыделение составляет: {\displaystyle Q=\left[m_{n}-(m_{p}+m_{e})\right]c^{2}=0,78} Мэв.
Явление распада элементарной частицы не означает, что она состоит из частиц, образующихся после её распада. Распад элементарной частицы не является процессом её механического деления на части, а представляет собой процесс исчезновения одних частиц и рождения других, свидетельствующий о сложности элементарных частиц, о неисчерпаемости их свойств, о немеханическом характере их поведения.
Нестабильность частиц является одним из проявлений свойства взаимопревращаемости частиц, являющегося следствием их взаимодействий: сильного, электромагнитного, слабого, гравитационного. Распад нестабильных элементарных частиц происходит вследствие их взаимодействия с нулевыми колебаниями того поля, которое ответственно за их распад. Взаимодействия частиц вызывают превращения частиц и их совокупностей в другие частицы, если такие превращения не запрещены законами сохранения энергии, импульса, момента количества движения, электрического заряда, барионного заряда и др.

## Время жизни элементарных частиц
Важной характеристикой элементарных частиц, наряду с массой, спином, электрическим зарядом является их время жизни. Временем жизни называется среднее время до распада, то есть постоянная {\displaystyle \tau } в законе экспоненциального распада: {\displaystyle N(t)=N_{0}\exp(-t/\tau )}. Например, время жизни нейтрона {\displaystyle \tau _{n}=880} сек, время жизни заряженного пи-мезона {\displaystyle \tau _{\pi ^{+}}=2,6033(5)\times 10^{-8}} сек. Время жизни {\displaystyle \tau } нестабильных частиц зависит от вида взаимодействия, вызывающего их распад. Наибольшие времена жизни имеют элементарные частицы, чей распад вызван слабым взаимодействием (нейтрон — {\displaystyle 880} сек, мюон — {\displaystyle 2,2\times 10^{-6}} сек, заряженный пион — {\displaystyle 2,6\times 10^{-8}} сек, гиперон — {\displaystyle 10^{-10}-10^{-8}} сек, каон — {\displaystyle 1,2\times 10^{-8}} сек). Меньшие времена жизни имеют элементарные частицы, чей распад вызван электромагнитным взаимодействием (нейтральный пион — {\displaystyle 8,2\times 10^{-17}} сек, эта-мезон — {\displaystyle 5,1\times 10^{-19}} сек). Наименьшие времена жизни имеют резонансы — {\displaystyle 10^{-24}-10^{-22}} сек.
Из CPT-инвариантности следует, что времена жизни частиц и античастиц равны. Это утверждение экспериментально проверено с точностью, не превышающей 10−3.
Для короткоживущих частиц (резонансов) вместо времени жизни используется ширина, обладающая размерностью энергии: {\displaystyle \Gamma ={\frac {\hbar }{\tau }}}. Это следует из соотношения неопределённостей между энергией и временем {\displaystyle \Delta E\Delta t\approx \hbar }. Например, масса нуклонной изобары {\displaystyle \Delta } равна 1236 Мэв, а её ширина — 120 Мэв ({\displaystyle \tau \approx 5\times 10^{-24}} с), что составляет около 10 % от массы.
Вероятность распада {\displaystyle \omega } характеризует интенсивность распада нестабильных частиц и равна доле частиц некоторого ансамбля, распадающейся в единицу времени: {\displaystyle \omega ={\frac {1}{\tau }}}, где {\displaystyle \tau } — время жизни элементарной частицы.
Многие элементарные частицы имеют несколько способов распада. В этом случае общая вероятность распада частицы за некоторое время равна сумме вероятностей распада по различным способам: {\displaystyle {\frac {1}{\tau }}={\frac {1}{\tau _{1}}}+{\frac {1}{\tau _{2}}}+...+{\frac {1}{\tau _{N}}}}, где {\displaystyle N} — число способов распада, {\displaystyle \tau } — время жизни. Относительная вероятность распада по {\displaystyle i}-му способу равна: {\displaystyle P_{i}={\frac {\frac {1}{\tau _{i}}}{\frac {1}{\tau }}}}. Независимо от числа типов её распада, элементарная частица всегда имеет только одно время жизни {\displaystyle \tau }.
Время жизни элементарной частицы {\displaystyle \tau } и её период полураспада {\displaystyle T_{1/2}} связаны соотношением: {\displaystyle T_{1/2}=\ln {2}\tau =0,693\tau }.
Время жизни достаточно долго живущих (до {\displaystyle 10^{-16}} сек) элементарных частиц измеряется непосредственно, по её скорости и расстоянию, которое она пролетает до распада. Для частиц с очень малыми временами жизни время жизни измеряют, определяя вероятность распада по зависимости сечения процесса от энергии (формула Брейта — Вигнера).

## Осцилляции элементарных частиц
Переходы из состояния одной частицы в состояние другой частицы без испускания других свободных частиц называются осцилляциями. Примером осцилляции являются превращения нейтральных каонов из частицы в античастицу и обратно {\displaystyle K^{0}\leftrightarrows {\widetilde {K^{0}}}}.